# Ralf Sievers
Ralf Sievers, född den 30 oktober 1961 i Lüneburg, Tyskland, är en västtysk fotbollsspelare som tog OS-brons i fotbollsturneringen vid de olympiska sommarspelen 1988 i Seoul.